# Aadorf
Aadorf är en ort och kommun i distriktet Münchwilen i kantonen Thurgau, Schweiz. Kommunen har 9 485 invånare (2023).

## Historia
Aadorf nämns för första gången år 886 som Ahadorf. I det äldsta registret över Tänikon, som nu är en del av Ettenhausen, skrivs namnet år 789 som Tanninchova. I Tänikon finns också Tänikonklostret, som grundades på 1300-talet. Aawangen nämns första gången i 844 som Oninwanc. Ettenhausen nämns första gången i 1278 som Oetenhuse. Guntershausen bei Aadorf nämns första gången i 1282 som Gundolthuser tal. Den 6 april 1358 donerade bröderna Herman och Beringer von Landenberg och Hermann von Landenberg kyrkan Aadorf till Rüti Abbey.
Kommunen utvidgades 1996, när den slogs samman med grannkommunerna Aawangen, Ettenhausen, Guntershausen bei Aadorf och Wittenwil. Från och med 2008 var det kantonens sjunde största kommun.
Gravar från Hallstattperioden upptäcktes nära Elgg och väster om Bruggwingert. Den Bachwiesen arkeologiska platsen har gett spridda fynd från brons och romerska epoker. Kyrkan (nuvarande byggnaden 1863-65) som grundades år 840 av kejsaren, och 886 det nämndes som huvudkyrkan grevarna av Linzgau.  Den närliggande äldre kyrkogården vid Sonnhalde härstammar från den 700 och 800-talet. År 890, greve Udalrich IV etablerat ett skrivfel gemenskap som var ansluten med kyrkan, för att ta hand om sin gravplats. Men genom 894/895 denna gemenskap hade redan överförts till klostret S: t Gallen. Rätten att utse prästen, förvärvades av Lords of Bernegg före 1304. Under 1318 överfördes dessa rättigheter till Hermann av Hohenlandenberg-Greifensee år 1349-1350 gick de till Rüti kloster och efter klostrets sekularisering år 1525 gick rättigheterna till Zürich.
Efter 1427 gick skiljelinjen mellan den territoriella gränsen av grevskapen Kyburg och Thurgau (nu gränsen mellan kantonerna Zürich och Thurgau) gick igenom socknen i Aadorf. Under senmedeltiden var den dominerande hyresvärden i Aadorf klostret S:t Gallen. År 1413 var klostret tvungen att sälja alla sina rättigheter, med undantag för de låga rättsliga rättigheter i Tänikon kloster, till andra markägare. År 1528-1529 infördes protestantiska reformationen i Aadorf.  Som en del av motreformationen i Tänikonklostret utökades. Under den våg av sekulariseringen som följde Helvetiska republiken var en stor del av klostrets mark förstatligad. Kantonen Thurgaus konstitution placerade år 1831 alla klostrets tillgångar under statlig kontroll. År 1836 tillsatte kantonen en förvaltare som sålde klostrets åkrar. År 1848 upplöste det stora rådet i Thurgau klostret och tog över byggnaderna. Två år senare, 1850, sålde de klostret och kapellet till Plantafamiljen och Tänikons kyrka.  Klostret såldes 1936 till Otto Zuber och 1969 togs över av den nya Eidgenosenschaft Forschungsanstalt für Betriebswirtschaft und Landtechnik. År 2006 blev det Agrotechnorama Tänikon.

## Geografi
Aadorf har en area på 19,93 km2. Av området används 11 km2 eller 55,2 % till jordbruksändamål, medan 5,67 km2 eller 28,4 % är skogsmark. Resterande 3,18 km2 eller 16,0 % är byggnader, vägar och floder eller impediment.
Av det bebyggda området består industribyggnader av 8,1% av den totala ytan medan bostäder och byggnader består av 1,1% och transportinfrastruktur består 1,5%, medan parker, grönområden och idrottsplatser består av 4,7%. Av skogsmarken, är 26,9% av den totala landarealen skogrika och 1,6% är täckt med fruktträdgårdar eller små grupper av träd.  Av jordbruksmarken används 51,8% för att odla grödor, medan 3,4% används för frukter och vinstockar. Allt vatten i kommunen är flödande vatten.
Kommunen ligger i Bezirk Münchwilen, mellan Winterthur och Wil ( SG ) längs Lützelmurg. Kommunen består av byarna Aadorf, Aawangen, Ettenhausen, Guntershausen bei Aadorf och Wittenwil.

## Demografi
Aadorfs har 9 485 invånare (2023)  och sedan 2008 är 14,2% av befolkningen utländska medborgare. Under de senaste 10 åren (1997-2007) befolkningen har ändras med en hastighet av 6%. De flesta av befolkningen (år 2000) talar tyska (91,2%), italienska är näst vanligast (2,5%) och albanska kommer på tredje plats (2,0%).
Från och med 2008 var fördelningen av befolkningen 49,7% män och 50,3% kvinnor. Populationen bestod av 3.294 schweiziska män (42,1% av befolkningen) och 596 (7,6%) icke-schweiziska män. Det fanns 3,427 schweiziska kvinnor (43,8%) och 515 (6,6%) icke-schweiziska kvinnor.
Åldersfördelningen, år 2009, i Aadorf var; 779 barn eller 9,8% av befolkningen var mellan 0 och 9 år gamla och 1 041 tonåringar eller 13,0% är mellan 10 och 19. Av den vuxna befolkningen, 1 010 personer eller 12,7% av befolkningen är mellan 20 och 29 år.  983 personer eller 12,3% är mellan 30 och 39, 1 351 personer eller 16,9% är mellan 40 och 49, och 1 224 personer eller 15,3% är mellan 50 och 59. De ledande befolkningsfördelning är 833 personer eller 10,4% av befolkningen mellan 60 och 69 år gammal, 484 personer eller 6,1% är mellan 70 och 79, det finns 237 personer eller 3,0% som är mellan 80 och 89, och det finns 38 personer eller 0,5% som är 90 och äldre.
I de federala valen 2007 var det mest populära partiet SVP som fick 41,73% av rösterna. De tre följande mest populära partierna var CVP (18,74%), SP (10,78%) och FDP (10,01%).  I den federala val, har totalt 2,449 avgivna rösterna. Valdeltagandet var 46,4%.
Den historiska populationen ges i följande tabell:
| år   | population |
| ---- | ---------- |
| 1850 | 2 205      |
| 1910 | 3 224      |
| 1960 | 4 106      |
| 1990 | 6 880      |
| 2000 | 7 301      |
| 2010 | 8 084      |
| 2014 | 8 599      |